# Галеран III де Мёлан
Галеран III (Валеран III; Galéran III ou Valéran III de Meulan; ум. 08.12.1069) — граф Мёлана.
Сын Гуго I де Мёлана и Оды дю Вексен.

## Биография
Дата рождения не известна. Вероятно, в сообщении Гийома Жюмьежского о том, что в 1000-х гг. графы Гуго Мэнский и Галеран Мёланский («comitibus Hugone…Cenomanensi ac Waleranno Mellendesi») были среди тех, кто в составе армии Эда де Блуа пытались захватить замок Тильер, принадлежавший герцогу Нормандии Ришару II, упомянутый граф Мёлана — это Галеран II, дед Галерана III (хотя его сын Гуго уже в 998 г. упомянут с титулом графа).
Не позднее 1015 г. Галеран III женился на Оде, чьё происхождение не известно. Если верна информация, приведённая в абзаце выше, был в то время ещё ребёнком.
Не позднее 1030 г. вторым браком женился на Аделаис, о которой известно только то, что она до этого некоторое время являлась его любовницей.
Дети от первой жены:
- Гуго III (-15 октября 1081), граф де Мёлан.
- Аделина (ум. 08.04.1081), жена Роже де Бомона-ле-Роже. Их сын Роберт в 1081 г. унаследовал графство Мёлан после смерти дяди.

Дети от первой или второй жены:
- Дода, жена Гильома, сеньора де Мулен-ля-Марш
- дочь или сын — родители Альбреды — жены Турстана де Монфор-сюр-Риля.

Дети от второй жены:
- Галеран. Его линия выродилась в 13-м веке.
- Фульк.